# Волиця (Новогуйвинська селищна громада)
Воли́ця — село в Україні, у Новогуйвинській селищній територіальній громаді Житомирського району Житомирської області. Чисельність населення становить 405 осіб (2001). У 1925—54 роках — адміністративний центр колишньої однойменної сільської ради.

## Населення
За довідником 1885 року в селі мешкало 470 осіб, налічувалося 56 дворових господарства.
Відповідно до результатів перепису населення Російської імперії 1897 року, загальна кількість мешканців села становила 639 осіб, з них: православних — 632, чоловіків — 337, жінок — 302.
У 1906 році в поселені проживало 690 мешканців, дворів — 120, у 1923 році — 960 жителів, дворів — 154.
Відповідно до результатів перепису населення СРСР, кількість населення станом на 12 січня 1989 року становила 440 осіб. Станом на 5 грудня 2001 року, відповідно до перепису населення України, кількість мешканців села становила 405 осіб.

### Мова
Розподіл населення за рідною мовою за даними перепису 2001 року:
| Мова       | Кількість | Відсоток |
| ---------- | --------- | -------- |
| українська | 386       | 95.31%   |
| російська  | 18        | 4.44%    |
| румунська  | 1         | 0.25%    |
| Усього     | 405       | 100%     |

## Історія
Згадується у люстрації Київського воєводства 1754 року, було розділене між кількома власниками. Овруцький скарбник Ю. Слотвинський платив із 8 дворів у Волиці 1 злотий і 6 грошів до замку та 4 злотих і 24 гроші до скарбу; овруцький ловчий Я. Корицінський платив від 4 дворів у селі 6 грошів до замку та 2 злотих і 12 грошів до скарбу. Частиною маєтку володів пінський мечник Б. Кривопиш: платив від 25 дворів 2 злотих і 9,5 грошів до замку та 9 злотих і 8 грошів до скарбу. Інша частина маєтку із заставною частиною належала київському каштелянові Вороничу, який платив від 20 дворів 3 злотих і 4 гроші до замку та 12 злотих і 16 грошів до скарбу. Ще одна частина села належала Головінським — сплачували з 20 дворів 3 злотих і 4 гроші до замку та 12 злотих і 16 грошів до скарбу.
За довідником 1885 року — колишнє власницьке сільце Троянівської волості Житомирського повіту Волинської губернії. Були заїзд, винокурня.
Наприкінці 19 століття — сільце Троянівської волості Житомирського повіту Волинської губернії. Входило до православної парафії у Шумську.
У 1906 році — сільце Троянівської волості (6-го стану) Житомирського повіту Волинської губернії. Відстань до повітового центру, м. Житомир, становила 10 верст, від волосного центру, містечка Троянів — 10 верст. Найближче поштово-телеграфне відділення розміщувалося у Житомирі.
У 1923 році увійшло до складу новоствореної Сінгурівської сільської ради, яка, 7 березня 1923 року, увійшла до складу новоутвореного Троянівського району Житомирської округи. Розміщувалося за 8 верст від районного центру, міст. Троянів, та за 1 версту — від центру сільської ради, с. Сінгури. 28 вересня 1925 року в селі створено окрему сільську раду в складі Троянівського району.
Село постраждало внаслідок геноциду українського народу, проведеного урядом СРСР 1932—1933.
16 листопада 1942 року очільник генерального округу "Житомир" Ернст Ляйзер видав наказ про створення адміністративного округу "Геґевальд" ("Заповідний ліс") — адміністративно-територіальної одиниці Генеральної округи Житомир Райхскомісаріату Україна, куди увійшло село. У складі округу село перебувало до приходу Червоної армії у  лютому 1944 року.
11 серпня 1954 року, внаслідок об'єднання сільських рад, село підпорядковане Двірецької сільської ради Троянівського району. 28 листопада 1957 року, в складі сільської ради, включене до Житомирського району Житомирської області. 12 травня 1958 року, внаслідок об'єднання сільських рад, село підпорядковане Сінгурівській сільській раді Житомирського району. 30 грудня 1962 року, в складі сільської ради, передане до Коростишівського району Житомирської області, 4 січня 1965 року повернуте до складу відновленого Житомирського району.
12 червня 2020 року, відповідно до розпорядження Кабінету Міністрів України № 711-р від 12 червня 2020 року «Про визначення адміністративних центрів та затвердження територій територіальних громад Житомирської області», територію та населені пункти Сінгурівської сільської ради включено до складу Новогуйвинської селищної територіальної громади Житомирського району Житомирської області.
12 червня 2020 року, відповідно до розпорядження Кабінету Міністрів України № 711-р «Про визначення адміністративних центрів та затвердження територій територіальних громад Житомирської області» увійшло до складу Новогуйвинської селищної територіальної громади.
19 липня 2020 року, в результаті адміністративно-територіальної реформи та ліквідації Житомирського району (1939—2020), село увійшло до складу новоутвореного Житомирського району.

## Відомі люди
- Лукашенко Володимир Васильович (1991—2023) — учасник російсько-української війни[16].